# Entephria cibiniata
Entephria cibiniata är en fjärilsart som beskrevs av Franz Dannehl 1927. Entephria cibiniata ingår i släktet Entephria och familjen mätare. Inga underarter finns listade i Catalogue of Life.